# Callopistria albivitta
Callopistria albivitta là một loài bướm đêm trong họ Noctuidae.